# Escobedia guatemalensis
Escobedia guatemalensis là loài thực vật có hoa thuộc họ Cỏ chổi. Loài này được Loes. mô tả khoa học đầu tiên năm 1911.